# Dark Was the Night, Cold Was the Ground
Dark Was the Night, Cold Was the Ground ist ein Gospel-Blues-Song, der vom US-amerikanischen Musiker Blind Willie Johnson geschrieben und 1927 aufgenommen wurde. Der Song ist ein Instrumentalstück mit Johnsons typischer Slide-Gitarre, begleitet von seinem Summen und Stöhnen. Das Lied wurde vielfach gecovert und ist in den Soundtracks mehrerer Filme enthalten. 1977 wurde es auf der Voyager Golden Record als eines von 27 Musikbeispielen ins All geschickt. 1999 wurde der Song in die Blues Hall of Fame und 2010 in das National Recording Registry aufgenommen.
Es gibt verschiedene Schreibweisen für den Titel des Songs, darunter Dark Was the Night – Cold Was the Ground, Dark Was the Night (Cold Was the Ground) oder einfach Dark Was the Night.

## Geschichte
Der 1897 geborene Johnson brachte sich selbst das Gitarrespielen bei und widmete sein Leben der Blues- und Gospelmusik, indem er an Straßenecken und in Missionshallen musizierte. Columbia Records hatte „Field Units“, die in kleinere Städte reisten, um lokale Talente aufzunehmen. Johnson nahm zwischen 1927 und 1930 in fünf Sessions 30 Lieder für eine dieser Field Units auf. Zu den ersten davon gehörte Dark Was the Night, Cold Was the Ground. Der Song wurde am 3. Dezember 1927 in Dallas, Texas, aufgenommen.
Der Titel des Liedes ist einer Hymne entlehnt, die im amerikanischen Süden des 19. Jahrhunderts beliebt war. Gethsemane, geschrieben vom englischen Geistlichen Thomas Haweis (1734–1820) und 1792 erstmals veröffentlicht, beginnt mit den Zeilen „Dunkel war die Nacht, und kalt der Boden / auf dem der Herr lag“ (Dark was the night, and cold the ground / On which the Lord was laid). Der Text bezieht sich auf Jesus’ Aufenthalt vor seiner Verhaftung, als er im Garten Gethsemane betete.
„Dark Was the Night, Cold Was the Ground“ besteht aus 3 Minuten und 21 Sekunden von Johnsons einzigartigem Slidegitarrenspiel in offener D-Stimmung. Berichten zufolge ersetzte Johnson beim Slidespiel den Flaschenhals durch ein Messer.

## Nachwirkung

### Musik
Johnsons Musik erlebte in den 1960er Jahren ein Revival, was zum großen Teil den Bemühungen des Bluesgitarristen Reverend Gary Davis zu verdanken war. The Soul Stirrers, The Staple Singers, Buffy Sainte-Marie, Peter, Paul & Mary, Bob Dylan, Nick Cave und The White Stripes alle interpretierten Songs von Blind Willie Johnson oder nannten ihn als Inspiration. Dark Was the Night, Cold Was the Ground wurde von den Imperial Gospel Singers, Ry Cooder, Allen Lowe/Roswell Rudd, Marc Ribot, dem Kronos Quartet, Noah Preminger, Rickie Lee Jones und weiteren Musikern gecovert.
Johnsons Aufnahme von Dark Was the Night, Cold Was the Ground wurde 1999 in die Blues Hall of Fame der Blues Foundation und 2010 von der Library of Congress in das National Recording Registry aufgenommen, für das jährlich Aufnahmen ausgewählt werden, die „kulturell, historisch oder ästhetisch bedeutsam“ sind. Zudem erhielt der Song 2011 den Grammy Hall of Fame Award.

### Film
Dark was the Night, Cold was the Ground wurde im Oscar-nominierten Soundtrack zu Pier Paolo Pasolinis Filmklassiker Das 1. Evangelium – Matthäus verwendet. Ry Cooder basierte seinen Soundtrack zum mit der Goldenen Palme ausgezeichneten Film Paris, Texas auf Dark was the Night, Cold was the Ground, das er als „das gefühlvollste, transzendenteste Stück der gesamten amerikanischen Musik“ bezeichnete. Wim Wenders, der Regisseur von Paris, Texas, nahm die Musik und das Leben des blinden Willie Johnson in seinen Dokumentarfilm The Soul of a Man aus dem Jahr 2003 auf, der für die Dokumentarserie The Blues produziert wurde.

### Voyager Golden Record
Im Jahr 1977 sammelte ein Forscherteam um Carl Sagan Töne und Bilder vom Planeten Erde, um sie mit den Raumsonden Voyager 1 und Voyager 2 ins All zu senden. Die Voyager Golden Record umfasst Aufnahmen von Fröschen, Grillen, Vulkanen, einem menschlichen Herzschlag, Lachen, Grüßen in 55 Sprachen und 27 Musikstücken, darunter Blind Willie Johnsons Dark was the Night, Cold was the Ground.